# Алмалыбак
Алмалыбак (каз. Алмалыбақ) — село в Карасайском районе Алматинской области Казахстана. Входит в состав Умтылского сельского округа. Находится примерно в 5 км к северо-востоку от центра города Каскелен и 15 км от города Алматы. Код КАТО — 195255200.

## Население
В 1999 году население села составляло 2476 человек (1140 мужчин и 1336 женщин). По данным переписи 2009 года, в селе проживало 4111 человек (1957 мужчин и 2154 женщины).

## Административное деление
В состав села Алмалыбак входит 26 дачных массивов ; «Береке» ; «Рахат 1» ; «КазМИС Иргели» ; «Бал Терек» ; «Тау Самалы» ; «Ласточка» ; «Мелиоратор» ; «Машиностроитель» ; «Кайнар Тау» ; «Драмтеатр» ; «Дружба» ; «Алмалы» ; «Цветущий сад» ; «Рахат» ; «Приозерное» ; «Водник» ; «Спутник» ; «Рассвет» ; «Учитель» ; «Нива» ; «Красные маки», «Нур-Плаза» ; «Рассвет-3» ; «Тау Самалы-1» ; коттеджный городок «Без названия» ; и один дачный массив без названия.